# Geijera cauliflora
Geijera cauliflora är en vinruteväxtart som beskrevs av Henri Ernest Baillon. Geijera cauliflora ingår i släktet Geijera och familjen vinruteväxter. Inga underarter finns listade i Catalogue of Life.